# Odysseas Ioannidis
Odysseas Ioannidis (griechisch Οδυσσέας Ιωαννίδης, * 1927 in Nikosia) ist ein ehemaliger griechisch-zypriotischer Arzt und Politiker. Er war Bürgermeister von Nikosia und Minister für Landwirtschaft und natürliche Ressourcen.

## Biografie
Odysseas Ioannidis wurde 1927 in Nikosia geboren. Er besuchte das Pancyprianische Gymnasium und studierte Medizin an der National- und Kapodistrias-Universität Athen. 1956 begann er als Chirurg in Nikosia zu arbeiten.
Er war Vorsitzender des Schulrats von Nikosia, Vorsitzender des Gemeinderats von Nikosia und Mitglied verschiedener öffentlicher Gremien.
Ioannidis ist mit Nina, geborene Anastasiou Stefanidi, verheiratet und hat zwei Kinder.

## Politische Laufbahn
1964 wurde Ioannidis zum Bürgermeister von Nikosia ernannt, ein Amt, das er bis 1970 innehatte.
1969 gründete er die Partei Proodeftiki Parataxis und wurde deren Vorsitzender. Bei den Parlamentswahlen in Zypern 1970 gewann die Partei sieben der 35 Sitze.
Am 16. Juni 1972 wurde Ioannidis zum Minister für Landwirtschaft und natürliche Ressourcen unter Regierung von Erzbischof Makarios III. ernannt. Dieses Amt behielt er bis zum Putsch am 15. Juli 1974.
Nach dem Putsch wurde sein Name für das Amt des Gesundheitsministers in der Regierung von Nikos Sampson vorgeschlagen.